# Volkswagen Bora
La Volkswagen Bora è un'autovettura prodotta dalla casa automobilistica tedesca Volkswagen dal 1998 al 2005.
In alcuni mercati è stata venduta come quarta generazione della Volkswagen Jetta.

## Profilo e descrizione

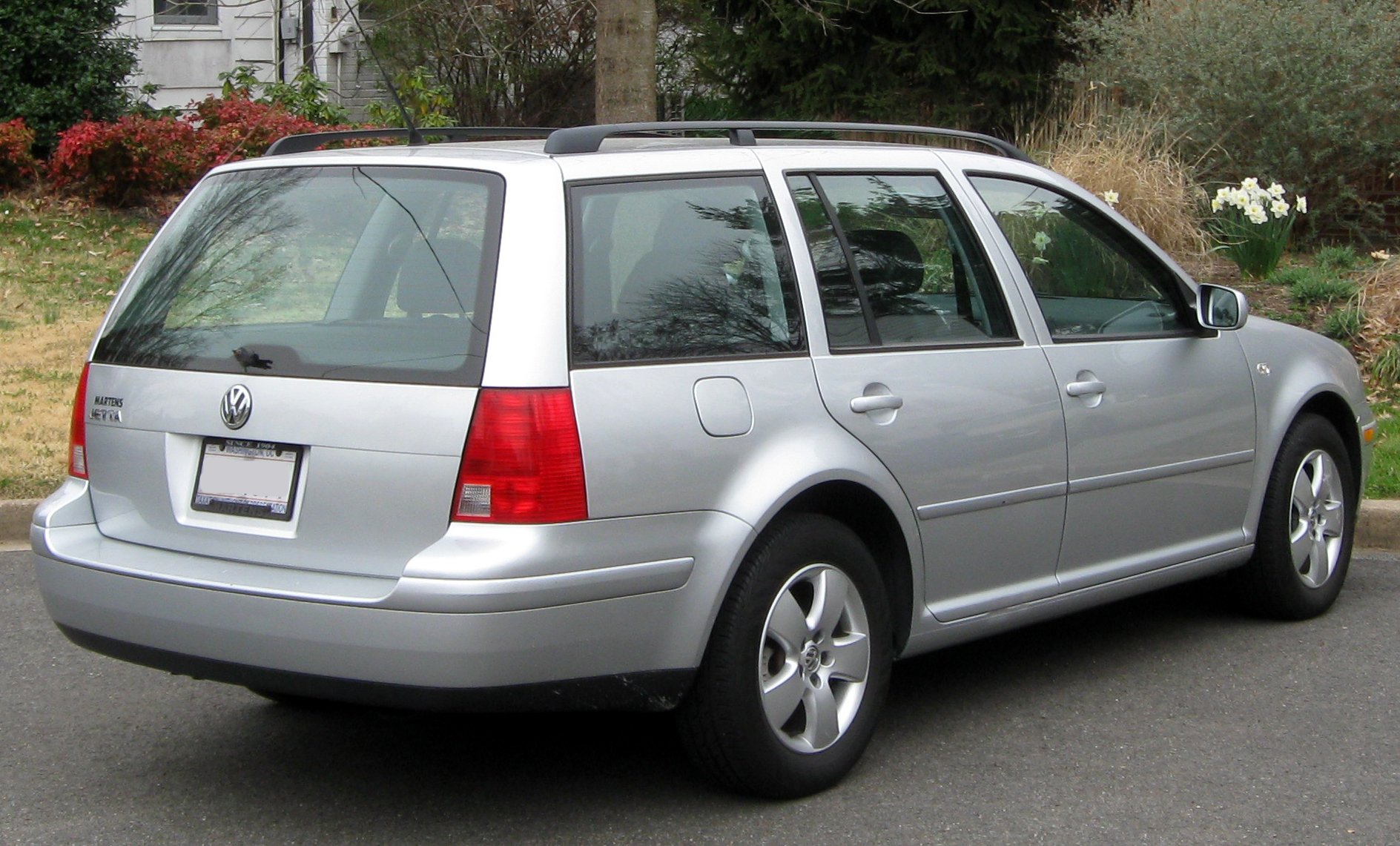
Una Volkswawgen Jetta A4 Variant

La successiva versione della Jetta, la quarta, venne presentata verso la fine del 1998. Sui mercati europei e latinoamericani era venduta come Volkswagen Bora. Come le precedenti generazioni, anche in questo caso l’auto continuava a essere derivata direttamente dalla Golf (quarta generazione). 
Globalmente, però, con questa vettura Volkswagen cercava di rispondere alle precedenti critiche che etichettavano la Jetta semplicemente come una Golf a 3 volumi. Lo stile, infatti, si differenziava maggiormente rispetto alla contemporanea Golf: ad esempio il frontale si rifaceva nello stile ai temi della Passat di allora, mentre le porte posteriori sono completamente ridisegnate rispetto a quelle della Golf. In generale la linea era caratterizzata da forme più rotonde, quasi senza spigoli, e da un tetto arcuato come quello della vettura di classe superiore, che rendeva la vettura più proporzionata nelle forme. Anche gli interni, erano derivati strettamente dalla Golf, erano più rifiniti, con inserti in radica (opzionali), poggiatesta specifici e alcuni dettagli della plancia rivisti (come le bocchette di aerazione).
Era disponibile in quattro allestimenti per l'America: GL, GLS, GLX e GLI, e altrettanti quattro per i paesi occidentali: Comfortline, Trendline, Highline e V5/V6. Ne venne realizzata anche, per la prima volta, una versione familiare, denominata, come di consueto, Variant. Da notare appunto che, frontale a parte, la versione Variant era esternamente identica in ogni altro particolare alla Golf Variant di allora, che ne era la sorella dagli allestimenti più poveri. Su alcuni mercati, tra cui quello italiano, furono vendute sia la Golf Variant che la Bora Variant, che erano altamente sovrapponibili tra loro, nonostante la Bora proponesse finiture più curate e la disponibilità di alcune motorizzazioni più potenti.
Il modello base era il GL (Comfortline), mentre l'allestimento GLS (Trendline) era un allestimento più lussuoso e per questa vettura era disponibile il pacchetto sportivo con cerchi in lega da 17 pollici e assetto più rigido. Con l'allestimento GLS (Trendline) erano disponibili tutte le motorizzazioni tranne il 2.8 riservato alla V6.
L'allestimento GLX (Highline) era al vertice della gamma e comprendeva sedili in pelle, interni in radica, climatizzatore automatico, tergicristalli con sensore per il bagnato e altri accessori.
L'allestimento GLI, invece, era dedicato alle versioni sportive V5 e V6 (in Europa tali motorizzazioni vengono proposte in allestimento unificato e sovrapponibile al GLI).  Esse erano dotate di cambio manuale a sei rapporti e di sospensioni ad assetto rigido. Come optional venivano offerti sia l'ESP (controllo della trazione), montato su quasi tutte le vetture, sia un pacchetto estetico che comprendeva minigonne laterali e altre appendici aerodinamiche per la parte anteriore e quella posteriore. I freni a disco erano del tipo autoventilante e di dimensioni maggiori. Il tubo di scappamento era in acciaio con il terminale cromato. Per quanto riguarda gli interni, in nero con inserti in alluminio, venivano montati dei sedili anteriori prodotti dalla Recaro e che recavano incisa la scritta GLI sul retro. Il volante era a tre razze e in pelle. La pedaliera era realizzata in alluminio e disponeva di un sistema audio con lettore CD e otto casse da 200 W di potenza. La vettura veniva venduta con tetto apribile. Questa vettura era disponibile nei colori Black Magic Pearl, Platinum Gray, Tornado Red e Blue Lagoon. 
I motori a benzina disponibili al debutto in Italia erano un 1.6 da 101cv, un 1.8 da 125cv e un 2.3 da 150cv a cinque cilindri. L’unico diesel disponibile al debutto era invece il 1.9 TDI da 110 CV.
Verso la fine del 1999 viene lanciata anche la versione familiare Variant, con una gamma analoga a quella a benzina. 
Durante il corso del 2000 poi vennero resi disponibili nuovi motori: sul fronte dei benzina un nuovo 1.6 da 105cv sostituì la precedente unità e fu proposto anche con cambio automatico (in questo caso con 102cv); vengono poi lanciati un 2.0 da 116cv (che prende il posto del vecchio 1.8 ed è disponibile anche con trazione integrale 4motion), un 1.8 turbo da 150cv e un 2.8 V6 da 204cv che si pone al vertice della gamma sostituendo così il 2.3 a cinque cilindri. Una variante da 115cv del 1.9 TDI affianca l’unità da 110cv. L’anno successivo, poi, la variante da 115cv venne sostituita da una versione iniettore-pompa ulteriormente potenziata raggiungendo i 130cv, mentre nel 2002 venne lanciata una versione meno potente dello stesso motore con 101cv.
Sempre nel 2002 il 1.8 turbo guadagnò 30cv raggiungendo quota 180cv. Questo risultato fu ottenuto montando una turbina di diametro leggermente superiore e con una differente mappatura della centralina.
A partire dal 2003 alcune versioni vennero ritirate dalla gamma: inizialmente si trattava delle versioni a benzina più potenti (2.8 V6 in primis), per poi coinvolgere anche le unità meno potenti. Le versioni diesel invece continuano ad essere prodotte fino al 2005, anno in cui la vettura viene sostituita dalla Jetta V.
In altri paesi al di fuori dell’Europa, tuttavia, la produzione continuò con una gamma ridotta di motori.

### Altre versioni
Il modello venne venduto parallelamente all’Europa anche in Nord America e Sud Africa e lì era conosciuto come VW Jetta IV.
Dal 2007, una versione visivamente e tecnicamente rivista della Jetta IV ha continuato ad essere venduta in Sud America, Messico (dal 2011 come Volkswagen Clasico), Canada (come City Jetta). Dal 2008, la sezione anteriore è stata rivista e appare molto simile a quella della VW Passat B6 mentre la parte posteriore ricorda i modelli Phaeton e Touareg di prima generazione. Nella maggior parte di questi paesi questa versione viene offerta in parallelo con la Jetta V.
Questa versione è di Jetta è stata poi importata anche sul mercato cinese dove è stata proposta con il nome Bora. Nel 2006 ci fu un restyling, e il modello, ora denominato HS, venne offerto anche in versione berlina a cinque porte basata sulla Golf IV.

## Motorizzazioni
| Modello             | Disponibilità    | Motore  | Cilindrata (cm³) | Potenza         | Coppia max (Nm) | Emissioni CO2 (g/km) | 0–100 km/h (secondi) | Velocità max (km/h) | Consumo medio (km/l) |
| 1.6 cat.            | dal 1999 al 2000 | Benzina | 1595             | 74 Kw (101 Cv)  | 145             | 170                  | 12.8                 | 188                 | 11.7                 |
| 1.6 Aut. cat.       | dal 2000 al 2005 | Benzina | 1595             | 75 Kw (102 Cv)  | 148             | 201                  | 12.8                 | 185                 | 11.6                 |
| 1.6 16V cat.        | dal 2000 al 2005 | Benzina | 1598             | 77 Kw (105 Cv)  | 148             | 170                  | 11.3                 | 192                 | 13.7                 |
| 1.8 20V cat.        | dal 1999 al 2001 | Benzina | 1781             | 92 Kw (125 Cv)  | 173             | n.d                  | 11.6                 | 198                 | 10.6                 |
| 1.8 T/150 Cv cat.   | dal 2000 al 2002 | Benzina | 1781             | 110 Kw (150 Cv) | 210             | 190                  | 8.9                  | 216                 | 11.9                 |
| 1.8 T/180 Cv cat.   | dal 2002 al 2004 | Benzina | 1781             | 132 Kw (179 Cv) | 235             | 202                  | 8.2                  | 228                 | 11.0                 |
| 2.0 cat.            | dal 2000 al 2004 | Benzina | 1984             | 85 Kw (116 Cv)  | 170             | 211                  | 11.5                 | 192                 | 10.9                 |
| 2.3 V5 cat.         | dal 1999 al 2000 | Benzina | 2325             | 110 Kw (150 Cv) | 205             | n.d                  | 9.1                  | 216                 | 10.1                 |
| 2.8 V6 cat.         | dal 2000 al 2003 | Benzina | 2792             | 150 Kw (204 Cv) | 270             | n.d                  | 7.4                  | 235                 | 9.2                  |
| 1.9 TDI/101 Cv cat. | dal 2002 al 2006 | Diesel  | 1896             | 74 Kw (101 Cv)  | 240             | 143                  | 12.1                 | 188                 | 18.1                 |
| 1.9 TDI/110 Cv cat. | dal 1999 al 2002 | Diesel  | 1896             | 81 Kw (110 Cv)  | 235             | n.d                  | 10.9                 | 193                 | 19.1                 |
| 1.9 TDI/115 Cv cat. | dal 2000 al 2002 | Diesel  | 1896             | 85 Kw (116 Cv)  | 285             | n.d                  | 10.6                 | 195                 | 18.5                 |
| 1.9 TDI/130 Cv cat. | dal 2001 al 2006 | Diesel  | 1896             | 96 Kw (130 Cv)  | 310             | 149                  | 10.5                 | 205                 | 18.1                 |